# Star Casino
Star Casino（スターカジノ）は、2006年に結成された日本の音楽ユニット。チバユウスケと大沢伸一の二人からなる。

## 概要
結成以前、チバの在籍するバンド、ROSSOの楽曲「サキソフォン・ベイビー」を大沢がリミックスするなど、かねてから両者の親交が深かったことが察せられる。
shinzou.jpにて公開されているオンライン漫画「シネステージア」最終話のテーマソングとして書き下ろされた楽曲「Stroll around the world」が、同サイトのPodcastより配信された。現在はiTunes Storeにて販売されている。また、PlayStation Portable用ソフト「ルミネス2」に PV付きで「Stroll around the world」が収録されている。

## 作品
2006年12月の段階で大沢は、フルアルバムを発表することを目標としていたが、発表はなく、Star Casino名義での楽曲発表は前述の一曲のみである。